# Marais salé de Saint-Beauzire
Marais salé de Saint-Beauzire este o arie protejată (sit de importanță comunitară — SCI) din Franța întinsă pe o suprafață de 13 ha, integral pe uscat.

## Localizare
Centrul sitului Marais salé de Saint-Beauzire este situat la coordonatele 45°51′04″N 3°09′47″E / 45.85111°N 3.16306°E.

## Înființare
Situl Marais salé de Saint-Beauzire a fost declarat arie specială de conservare în baza directivei 92/43 din 1992 referitoare la conservarea habitatelor naturale și a faunei și florei sălbatice pentru a proteja 1 specie de animale.

## Biodiversitate
Situată în ecoregiunea continentală, aria protejată conține 1 habitat natural: Pășuni continentale udate de apa mării.
La baza desemnării sitului se află o specie protejată de  nevertebrate: Coenagrion mercuriale.
Pe lângă speciile protejate, pe teritoriul sitului au mai fost identificate 11 specii de plante, 9 specii de păsări, 1 specie de amfibieni, 5 specii de nevertebrate, 1 specie de reptile.